# Herbert Schindler (Kunsthistoriker)
Herbert Schindler (* 27. März 1923 in München; † 4. Mai 2007 bei Pilsting) war ein deutscher Schriftsteller und Kunsthistoriker.

## Leben
Schindler besuchte Schulen in Rosenheim und Landsberg am Lech und nahm am Zweiten Weltkrieg teil. Anschließend studierte er in München Architektur und Kunstgeschichte. Mit einer Arbeit über Carl von Fischer wurde er 1951 an der Technischen Hochschule München zum Doktor-Ingenieur promoviert. Schindler war Mitglied der Schriftstellervereinigung Münchner Turmschreiber und lebte bis zu seinem Tod in München-Obermenzing. Er war von 1957 bis 1973 Redakteur des Bayerischen Rundfunks und lehrte von 1973 bis 1988 an der Philosophisch-Theologischen Hochschule und der Universität Passau Kunstgeschichte und Christliche Archäologie.
Herbert Schindler kam bei einem Unfall auf der Autobahn A 92 ums Leben, den er als so genannter Falschfahrer selbst verursachte; mit ihm starben die drei Insassen des ihm entgegenkommenden Pkw.

## Werke (Auswahl)
- 1963: Große bayerische Kunstgeschichte, München (Neuausgabe München 1997)
- 1964: Barockreisen in Schwaben und Altbayern (Prestel Landschaftsbücher), München
- 1971: Barockreisen in Oberschwaben und am Bodensee (Prestel Landschaftsbücher), München
- 1973: Barockreisen in den Alpenländern Österreichs (Prestel Landschaftsbücher), München
- 1974: Die Romantische Straße. Eine Kunstreise vom Main zu den Alpen (Prestel Landschaftsbücher), München
- 1978: Der Schnitzaltar – Meisterwerke und Meister in Süddeutschland, Österreich und Südtirol, Regensburg
- 1981: Der Dom zu Passau (Die blauen Bücher), Königstein im Taunus
- 1982: Nazarener – Geist und christliche Kunst im 19. Jh., Regensburg
- 1990: Passau – Führer zu den Kunstdenkmälern der Dreiflüssestadt, Passau
- 1997: Am Bodensee (Prestel Landschaftsbücher), München
- 2001: Kunstführer Regensburg – Kunstdenkmäler, Kirchen, Profanbauten aus zwei Jahrtausenden, Regensburg
- 2005: Reisen in Niederbayern, Rosenheim
- 2005: Reisen in Oberbayern, Rosenheim
- 2005: Christusbilder, München

## Auszeichnungen
- 1968 Preisträger des Bayerischen Poetentalers der Münchner Turmschreiber (Süddeutsche Literatenvereinigung)